# 性比

国ごとの人口全体の性比。赤く塗られているのは 女性が多い地域、青は男性が多い地域 世界全体では101:100で男性が多い

国ごとの15歳未満人口の性比。赤く塗られているのは 女児が多い地域、青は男児が多い地域 世界全体では107:100で男児が多い

国ごとの65歳以上人口の性比。赤く塗られているのは 女性が多い地域、青は男性が多い地域 世界全体では81:100で女性が多い

性比とは有性生殖する生物の集団中のオスとメスの比率のこと。
生物学では通常、性比を表すときにはメスを100、あるいは集団全体を1としたときのオスの割合で表す。

## 性比の種類
- 一次性比－受精時の性比。
- 二次性比－生まれたときの性比。出生時性比とも言う。人の場合、これを一次性比とすることもある。
- 三次性比－繁殖可能年齢に達した個体における性比。

- 実効性比（英: operational sex ratio、OSR）－ある時点で繁殖可能な個体の性比。三次性比から妊娠中、育児中などの個体をのぞいたもの。より正確には一繁殖シーズン中のオスとメスの繁殖機会の比。実効性比に偏りがあるとき、繁殖機会を巡って競争が起きる。性選択の研究で重要である。
- 安定性比　－ある生物の性比が長期的に見て大きく変動しない場合、その時の比率を安定性比という。多くの生物では約1:1が安定性比だが例外も多い。1:1が安定性比であることを特にフィッシャー性比とも言う。

## フィッシャーの原理
フィッシャーの原理とは多くの生物で安定した性比がなぜ1:1になるか、究極的な理由を説明した理論である。
ウィリアム・ハミルトンは『異常な性比(1967)』でフィッシャーの原理を次のように説明した。
親の繁殖コストが、子の性がオスメスどちらでも等しい場合に：
1. オスがメスよりも少なく生まれる集団を想定する
2. 新たに生まれたオスは、新たに生まれたメスよりも多くの配偶者を獲得でき、そのためより多くの子をもうけられると予測できる。
3. したがって、遺伝的にオスの子をより多く産む親は、平均以上の孫を獲得できる。
4. したがって、オスをより産みやすい遺伝子は広まり、次第にオスの割合が増加する。
5. 性比が1:1に近づくほど、オスを多く産む性質の有利さは次第に弱まる。
6. この例はオスとメスを入れ替えても成り立つ。また一夫一妻でも、一夫多妻でも、配偶システムにかかわらずこの議論は成り立つ。1:1で性比は均衡する。

現代風に言えば、1:1の性比は進化的に安定な戦略である。もし子の性によって親の子育てのコストが異なるなら、子の性比は偏ると予測できる。

## 性比理論
有性生殖生物において、性比の予測と解明は重要な研究分野である。これは進化生物学者エリック・チャーノフの『性の配分』（1982）によって大いに影響を及ぼされ続けている。彼は5つの重要な問題を提唱している。
1. 雌雄異体種の場合、自然選択によって維持された安定性比はいくつか?
2. 異時的雌雄同体種の場合、安定した性転換の順序と時間はいくつか?
3. 同時的雌雄同体種の場合、毎繁殖期におけるオスとメスの機能への、安定した資源配分はいくつか?
4. どんな状態の下で、雌雄同体と雌雄異体のどちらが進化的に安定になるか？ それぞれの性のタイプはどのような混合比になるのが安定か？
5. 特定の環境や生活史状態に応じたオスの機能とメスの機能への個体の能力の配分を、自然選択はどのように形作るか？

生物学的研究は性比よりむしろ資源配分(おのおのの性の子にどれだけ親のエネルギーや資源が費やされるか)が重視される。一般的な研究テーマは地域的な配偶競争と資源競争の影響である。これは局所的配偶者競争（LMC）と局所的資源競争（LRC）と呼ばれる。これらは性比を大きく偏らせる原因となる。

## ヒトの性比
ヒトの性比もフィッシャーの原理の影響を受けている。ヒトの性比は特に人類学と人口統計学で重要視される。人間の出生性比は地域、時代にかかわらず男女がおおむね105:100前後になる。しかし性選別的な人工妊娠中絶と嬰児の殺害によってゆがめられている可能性がある。

## ヒト以外の生物の性比
等しい量の資源を、おのおのの性の子に費やすのは、進化的に安定な戦略である。群れの中の多くの個体がどちらか一方の性の子を多く作ることによって性比の均衡が崩れた場合、もう一方の性の子を作る個体はより少ない努力でより高い繁殖成功を得ることができる。そのため1人の子を育てるコストが子の性にかかわらずおよそ同じであれば、集団の性比は多くの場合1:1に収斂する。
バクテリアのボルバキアはいくつかの節足動物でオスを殺し、性比を歪曲する。 通常、海洋性のカイアシ類の成体の性比はメス側に大きく傾いている。しかし、家系によって成体の性比に差がある。メスが複数の配偶相手の卵を産み続けるのに必要とする家系では性比はそれほど偏っていない。しかしメスが一個体との配偶の後に絶え間なく卵を産むことができる家系では、性比は強くオス1:メス5に歪曲されている。
爬虫類のいくつかの種では、卵の孵化温度が個体の性を決定する。例えばアメリカアリゲーターでは、メスは27.7°から30℃で、オスは32.2℃から33.8℃で生まれる。しかしこの方法では、ひと家族（20- 50個）におけるすべての卵が同性になると予想される。実際に、この種の自然な性比はオス1:メス5である

### 雌雄異体の植物の二次性比と花粉の量
雌雄異体の植物で受粉する花粉の量が二次性比に影響を及ぼすことができることが発見された。花粉の量を増やすことで、子孫の雄株の数の減少を導くことができる。 この関係は次の3科4種の植物で観察された。タデ科のRumex acetosa　（スイバ）、ナデシコ科のSilene alba　（ヒロハノマンテマ）、アサ科のCannabis sativa　（アサ）およびHumulus japonicus　（カナムグラ）である。

### 個体
鳥では、母鳥はヒナの性に影響を及ぼすことができる。クジャクでは、母の健康状態によって25%から87%の範囲で娘の割合が変動する。
ベラ、ブダイ、クマノミなどの雌雄異熟（あるいは異時的雌雄同体）の魚のいくつかのグループでは、性比の大きな偏りはごく普通に見られる。 ホンソメワケベラでは一匹のオスと6から8匹で群れを作る。オス魚が死ぬと、最も大きなメスは、オスに性転換する。これらのベラはすべて、生まれるときにはメスであり、この状況下でのみオスとなる「雌性先熟」である。クマノミのような他の種ではこれが逆である。すべての個体はオスとして生まれ、最も大きいオスがメスへ性転換し、2番目に大きいオスが交配相手となる「雄性先熟」である。

### 経済
伝承的に農業家は家畜の最も経済的に効率的な性比は非常に多くのメスとごくわずかのオスであると知っていた。多数の牝牛と立派な雄牛、多くの雌鳥と一匹の雄鶏が農家にとって最も経済的である。